# Toutchkovo
Pour les articles homonymes, voir Toutchkovo (homonymie).
Toutchkovo (en russe : Тучково) est une commune urbaine de l'oblast de Moscou, en Russie. Sa population s'élevait à 18 144 habitants en 2014.